# Magnolia angustioblonga
Espèce
Statut de conservation UICN

 EN D : En danger
Magnolia angustioblonga est une espèce de plantes à fleurs de la famille des Magnoliaceae. C'est un arbre endémique de Chine.

## Répartition et habitat
Cette espèce est endémique de la province de Guizhou en Chine. Elle pousse dans la forêt tropicale humide de montagne